# Ectoína
La Ectoína es un compuesto natural que se encuentra en varias especies de bacterias. Se trata de un soluto compatible, que sirve como una sustancia protectora, actuando como un osmolito y por lo tanto ayuda a los organismos a sobrevivir a un  estrés osmótico extremo. La ectoína se encuentra en altas concentraciones en microorganismos  halófilos y confiere resistencia a estrés salino y la temperatura. La ectoína fue identificada por primera vez en el microorganismo Ectothiorhodospira halochloris, pero desde entonces ha sido encontrado en una amplia gama de bacterias Gram-negativas y Gram-positivas. Algunas especies que presentan ectoína son:
- Marinococcus halophilus
- Pseudomonas stutzeri
- Halomonas elongata

## Biosíntesis
La ectoína se sintetiza en tres reacciones enzimáticas sucesivas a partir del β-semialdehído aspártico. Los genes implicados en la biosíntesis se llaman ectA, ectB y ectC y codifican a las enzimas acetil L-2,4-diaminobutirato, las transaminasas del ácido L-2,4-diaminobutírico, y la L-ectoína sintasa respectivamente.

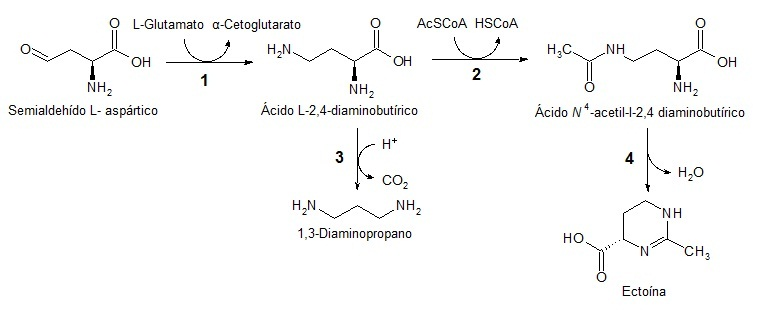
Biosíntesis de la ectoína: (1) EC 2.6.1.76 diaminobutirato—2-oxoglutarato transaminasa ; (2) EC 2.3.1.178 diaminobutirato acetiltransferasa; (3) EC 4.1.1.86 diaminobutirato descarboxilasa; (4) EC 4.2.1.108 ectoína sintasa.

## Usos
La ectoína se utiliza como ingrediente activo en el cuidado de la piel y protección solar. Estabiliza proteínas y otras estructuras celulares y protege la piel del estrés como la radiación ultravioleta y la resequedad.